# Biografia degli uomini illustri della Sicilia
La Biografia degli uomini illustri della Sicilia è un dizionario biografico in quattro volumi compilato a cura di Giuseppe Emanuele Ortolani e pubblicato a partire dal 1817.

## Volume I
Dedicato a Lucia Migliaccio, duchessa di Floridia e seconda moglie di Ferdinando I delle Due Sicilie.
Personaggi:
- Alcadino di Siracusa, medico e poeta
- Marco Antonio Alaimo, medico
- Acrone d'Agrigento, medico
- Archimede di Siracusa, matematico
- Giovanni Evangelista Di Blasi, storiografo
- Silvio Boccone, botanico e naturalista
- Tommaso Calojra, poeta
- Caronda di Catania, legislatore
- Cecilio di Calacte, retore
- Cielo d'Alcamo, poeta
- Giovanni Agostino De Cosmi, filologo
- Michele Del Giudice, abate e letterato
- Antonello da Messina, pittore
- Andrea Di Bartolomeo, docente
- Leonardo Di Bartolomeo, giureconsulto
- Antonio Beccadelli, letterato
- Dicearco di Messina, filosofo, storico e matematico
- Diodoro Siculo, storico
- Empedocle d'Agrigento, filosofo
- Erodico, medico
- Filistione, medico e filosofo
- Filisto di Siracusa, generale e storico
- Giuseppe Galeano, medico e poeta
- Iceta di Siracusa, astronomo
- Gerone I, re di Siracusa
- Gerone II, re di Siracusa
- Saverio Landolina, antiquario
- Giuseppe Emanuele Lucchesi Palli, oratore
- Manfredi, re di Sicilia
- Tommaso Mannarini, teologo e letterato
- Giovanni Meli, poeta
- Vincenzo Mirabella, letterato e storico
- Mosco, poeta
- Nina Siciliana, poetessa
- Giovanni Battista Hodierna, astronomo
- Ignazio Paternò Castello, antiquario
- Mario Sanfilippo, docente
- Gaetano Sarri, giureconsulto e docente
- Rosario Scuderi, medico
- Sofrone di Siracusa, mimo
- Stesicoro, poeta
- Niccolò Tedeschi, canonista e letterato
- Teocrito di Siracusa, poeta
- Teodosio di Siracusa, monaco
- Gabriele Lancillotto Castello, antiquario e numismatico
- Mariano Valguarnera, antiquario, oratore e poeta
- Salvatore Ventimiglia, letterato
- Zeusi d'Eraclea, pittore

## Volume II
Dedicato a Giuseppe Lanza Branciforte, principe di Trabia.
Personaggi:
- Vito Maria Amico, storiografo
- Tommaso Aversa, scrittore
- Giovanni Aurispa, filologo
- Francesco Balducci, poeta
- Laura Bonanno, poetessa
- Tommaso Campailla, poeta e scienziato
- Antonio Cassarino, oratore e filologo
- Teofane Cerameo, arcivescovo
- Casimiro Drago, storico e poeta
- Ecfanto di Siracusa, filosofo
- Elianatte di Himera, filosofo e legislatore
- Epicarmo, poeta
- Michelangelo Fardella, filosofo e matematico
- Tommaso Fazello, storico
- Gianfilippo Ingrassia, docente
- Feace, architetto
- Filemone di Siracusa, drammaturgo
- Ottavio Gaetani, letterato
- Antonello Gagini, scultore e architetto
- Niccolò Gervasi, farmacista, chimico e botanico
- Carlo Giaconia, oratore e docente
- Giorgio Castagna Giannone, medico
- Giuseppe Gioeni Valguarnera, letterato
- Giovanni Di Giovanni, storico e diplomatico
- Gorgia di Leontini, oratore e filosofo
- Federico Carlo Gravina, Grande Ammiraglio di Spagna
- Gregorio II di Agrigento, vescovo
- Lisia, oratore
- Vincenzo Littara, poeta e storico
- Francesco Maurolico, matematico, astronomo e storico
- Vincenzo Miceli, filosofo
- Antonio Mongitore, storico
- Pietro Novelli, pittore
- Antonio Lucchesi Palli, poeta
- Rocco Pirri, diplomatico e storico
- Giuseppe Recupero, geologo e vulcanologo
- Pellegra Bongiovanni, poetessa e pittrice
- Giuseppe Scala, medico e matematico
- Sositeo, poeta
- Nicola Spedalieri, filosofo
- Temistogene di Siracusa, storico
- Francesco Testa, letterato e teologo
- Timeo di Tauromenio, storico e retore
- Tisia, retore
- Carlo Maria Ventimiglia, matematico e antiquario
- Flavio Vopisco, biografo
- Gaetano Giulio Zummo, ceroplasta

## Volume III
Dedicato a Vincenzo Castelli, principe di Torremuzza.
Personaggi:
- Atanasio di Aci, storico
- Paolo Amato, architetto
- Giuseppe Artale, poeta
- Antonino Barcellona, teologo
- Francesco Paolo Beltrano, giureconsulto
- Salvatore Maria Di Blasi, antiquario e filologo
- Gabriele Bonomo, matematico
- Domenico Bottone, medico
- Onorio Domenico Caramella, letterato
- Giovanni Battista Caruso, storico
- Andrea Cirino, letterato
- Vito Coco, storico e diplomatico
- Guido delle Colonne, poeta
- Pietro Corsetto, magistrato
- Costanza d'Altavilla, regina di Sicilia
- Francesco Cupani, botanico e naturalista
- Dionisio il Vecchio, tiranno di Siracusa
- Ducezio, re dei siculi
- Elpide, poetessa
- Enzo, re di Sardegna
- Luigi Eredia, giureconsulto e poeta
- Antonino Galfo, poeta
- Venerando Gangi, favolista
- Gelone, re di Siracusa
- Gian Matteo Giberti, letterato, teologo e politico
- Rosario Di Gregorio, letterato
- Scipione Errico, poeta
- Mariano Leonardi, canonista e giureconsulto
- Francesco Maria Maggio e Prospero Intorcetta, missionari
- Lucio Marineo, storico, oratore e poeta
- Giovan Battista Nicolosi, geografo
- Filippo Nicosia, agronomo
- Giuseppe Osorio, presidente del Consiglio del Regno di Sardegna
- Leonardo Orlandini, storico e poeta
- Agostino Pantò, docente
- Filippo Paruta, numismatico e antiquario
- Giovanni Paternò, arcivescovo
- Pausania di Gela, medico e filosofo
- Pietro Ranzano, oratore, poeta e storico
- Rintone di Siracusa, drammaturgo
- Domenico Scavo, letterato
- Francesco Maria Scuderi, medico
- Alessandro Testa, giureconsulto e magistrato
- Terone, tiranno di Agrigento
- Giuseppe Maria Tomasi, cardinale, antiquario e diplomatico
- Alessandro Vanni, erudito
- Antonio Veneziano, poeta
- Berlingherio Ventimiglia, oratore e poeta

## Volume IV
Dedicato a Domenico Lo Faso Pietrasanta, duca di Serradifalco.
Personaggi:
- Agatocle, tiranno di Siracusa e basileus di Sicilia
- Gian Giacomo Adria, medico e letterato
- Papa Agatone, pontefice
- Andrea di Palermo, medico e chirurgo
- Anna Maria Arduino, pittrice
- Archestrato di Gela, poeta e filosofo
- Claudio Arezzo, storiografo
- Aristocle di Messene, filosofo
- Vincenzo Auria, avvocato, poeta e storico
- Bernardino da Ucria, botanico
- Sebastiano Bagolino, poeta, musicista e pittore
- Francesco Bisso, medico e poeta
- Giovanni Burgio, arcivescovo
- Marcello Capra, medico
- Pietro Carrera, storico e poeta
- Salvo Cassetta, letterato e matematico
- Bernardo Maria da Castrogiovanni, medico
- Antonio Collurafi, letterato e filosofo
- Citerio di Siracusa, poeta
- Antonio Cotonio, teologo e docente
- Mario Cutelli, giureconsulto
- Diocle di Siracusa, legislatore
- Dione di Siracusa, filosofo e generale
- Ermocrate di Siracusa, militare
- Martino La Farina, storico
- Falaride, tiranno di Agrigento
- Cesare Gaetani, storico, filosofo e antiquario
- Pietro Geremia, teologo e oratore
- Giovanni Giattino, oratore e filosofo
- Pietro Gravina, religioso
- Agostino Inveges, storico
- Giovanni Filippo De Lignamine, medico e tipografo
- Claudio Mamertino, oratore e scrittore
- Giulio Firmico Materno, letterato
- Menecrate di Siracusa, medico
- Metodio di Siracusa, patriarca di Costantinopoli
- Francesco Maria Del Monaco, vescovo
- Cataldo Parisio, letterato
- Pietro Siculo, vescovo
- Tito Calpurnio Siculo, poeta
- Francesco Potenzano, poeta e pittore
- Geronimo Ragusa, storico
- Simone Rao Requesens, poeta
- Papa Sergio I, pontefice
- Scopas di Siracusa, matematico
- Bartolomeo Spatafora, oratore
- Giovanni Ventimiglia, poeta e letterato
- Giovanni Antonio Viperano, vescovo